# Euxoa monticola
Euxoa monticola är en fjärilsart som beskrevs av George Francis Hampson 1894. Euxoa monticola ingår i släktet Euxoa och familjen nattflyn. Inga underarter finns listade i Catalogue of Life.